# GLRX
GLRX (англ. Glutaredoxin) – білок, який кодується однойменним геном, розташованим у людей на короткому плечі 5-ї хромосоми.  Довжина поліпептидного ланцюга білка становить 106 амінокислот, а молекулярна маса — 11 776.
| 10         |  | 20         |  | 30         |  | 40         |  | 50         |
| ---------- |  | ---------- |  | ---------- |  | ---------- |  | ---------- |
| MAQEFVNCKI |  | QPGKVVVFIK |  | PTCPYCRRAQ |  | EILSQLPIKQ |  | GLLEFVDITA |
| TNHTNEIQDY |  | LQQLTGARTV |  | PRVFIGKDCI |  | GGCSDLVSLQ |  | QSGELLTRLK |
| QIGALQ     |  |            |  |            |  |            |  |            |

A: Аланін

C: Цистеїн

D: Аспарагінова кислота

E: Глутамінова кислота

F: Фенілаланін

G: Гліцин

H: Гістидин

I: Ізолейцин

K: Лізин

L: Лейцин

M: Метіонін

N: Аспарагін

P: Пролін

Q: Глутамін

R: Аргінін

S: Серин

T: Треонін

V: Валін

Задіяний у таких біологічних процесах як транспорт, транспорт електронів, поліморфізм, ацетилювання. Локалізований у цитоплазмі.